# NBA All-Defensive Team
L'NBA All-Defensive Team è il riconoscimento che ogni anno la NBA, tramite i voti degli allenatori di ogni franchigia, conferisce ai 10 migliori difensori che si sono distinti nel corso della regular season.

## Vincitori
- NBA All-Defensive Team 1968-1970
- NBA All-Defensive Team 1970-1980
- NBA All-Defensive Team 1980-1990
- NBA All-Defensive Team 1990-2000
- NBA All-Defensive Team 2000-2010
- NBA All-Defensive Team 2010-2020
- NBA All-Defensive Team 2020-2030

## Maggior numero di selezioni
Elenco dei giocatori con più selezioni nell'All-Defensive Team NBA.
| * | giocatori inseriti nel Naismith Memorial Basketball Hall of Fame |

| ^ | giocatori ancora in attività |

| Pos. | Nome                 | Totali | First Team | Second Team | Defensive Player of the Year | Stagioni |
| ---- | -------------------- | ------ | ---------- | ----------- | ---------------------------- | -------- |
| 1    | Tim Duncan*          | 15     | 8          | 7           | 0                            | 19       |
| 2    | Kevin Garnett*       | 12     | 9          | 3           | 1                            | 21       |
| 2    | Kobe Bryant*         | 12     | 9          | 3           | 0                            | 20       |
| 4    | Kareem Abdul-Jabbar* | 11     | 5          | 6           | 0                            | 20       |
| 5    | Scottie Pippen*      | 10     | 8          | 2           | 0                            | 17       |
| 6    | Gary Payton*         | 9      | 9          | 0           | 1                            | 17       |
| 6    | Michael Jordan*      | 9      | 9          | 0           | 1                            | 15       |
| 6    | Bobby Jones*         | 9      | 8          | 1           | 0                            | 12       |
| 6    | Chris Paul^          | 9      | 7          | 2           | 0                            | 19       |
| 6    | Dennis Johnson*      | 9      | 6          | 3           | 0                            | 14       |
| 6    | Hakeem Olajuwon*     | 9      | 5          | 4           | 2                            | 18       |
| 6    | Draymond Green*      | 9      | 5          | 4           | 1                            | 13       |
| 6    | Jason Kidd*          | 9      | 4          | 5           | 0                            | 19       |